# Fons Van Brandt
Alfons „Fons“ Van Brandt (* 24. September 1927 in Kessel, heute Nijlen; † 24. August 2011 in Lier) war ein belgischer Fußballspieler. 1955 erhielt der Defensivspieler den Goldenen Schuh als Belgiens Fußballer des Jahres.

## Sportlicher Werdegang
Van Brandt spielte zunächst in seinem Geburtsort beim FC Kessel, den er nach Ende des Zweiten Weltkrieges in Richtung Lierse SK verließ. Bis zu seinem durch eine Knieverletzung 1958 erzwungenen Karriereende lief er in 330 Pflichtspielen für den Klub auf.
1950 debütierte Van Brandt in der belgischen Nationalmannschaft. Bei der Weltmeisterschaft 1954 gehörte er zum Aufgebot der „roten Teufel“, Belgien schied jedoch als Gruppenletzter frühzeitig aus. Von 1950 bis 1958 wurde er für 43 Länderspiele einberufen und kam davon in 38 zum Einsatz.